# Троицкая церковь на Жилянской улице
Троицкая церковь на Жилянской — приходской православный храм в Киеве, построенный в 1858 году в местности Новое Строение по инициативе митрополита Филарета (Амфитеатрова), а также одноимённый храм проекта Евгения Ермакова, не достроенный из-за установления советской власти в 1918 году. В 1963 году был полностью уничтожен городскими властями в ходе реконструкции улицы Жилянской. Находился на пересечении улиц Большой Васильковской и Жилянской, дом 51/4.
На месте разрушенного храма действует временный Свято-Троицкий храм Голосеевского благочиния Киевской епархии Украинской православной церкви и ведётся восстановление большого храма (проекта Евгения Ермакова) по утверждённому проекту на основе сохранившихся фотографий.

## История
Троицкая церковь построена на углу улиц Большая Васильковская и Жилянская, дом 51/4.) в 1858 году. В то время это был новый район Киева, называющийся «Новое строение». Церковь перенесли с Софиевской площади (нынешний адрес — ул. Владимирская, 17) по инициативе митрополита Филарета (Амфитеатрова). Это было связано со значительными градостроительными преобразованиями, и строительством на Софийской площади здания Присутственных мест.

Троицкая церковь в начале XX века

В 1852 г. архитектор П. Спарро разработал проект храма, после чего, в 1854 г. его утвердил император. В 1856 году началось строительство. 12 октября 1858 г. храм был освящен.
Строительство велось при значительном участии священника Евфимия Ботвиновского, старосты церкви Николая Балабухи, и других жертвователей.
Первая церковь была деревянная, с колокольней. Имела два престола: во имя Пресвятой Троицы и во имя Великомученика Пантелеймона.
Позже по имени построенной церкви были названы примыкающие Троицкая площадь, Троицкий народный дом (ныне — Киевский театр оперетты), Троицкие бани.
Церковь имела просторный усадебный участок. В усадьбе имелись два кирпичных дома и деревянный сарай.

Вид на Троицкую площадь. Сзади — строящаяся Троицкая церковь. 1913 год

В начале XX века в связи с ростом населения района потребовалась более вместительная, каменная церковь. В 1902 году попечительство заказало проект нового храма епархиальному архитектору Евгению Ермакову. Согласно проекту Ермакова, новая церковь должна была быть двухъярусной, с огромным центральный куполом-луковицей на мощном барабане, к которому присоединялись четыре меньшие луковичные купола. С западной стороны к церкви примыкала 5-ярусная колокольня с удлиненным куполом. В отделке церкви эклектично сочетались мотивы в русском стиле и одном из течений модерна — неорусском стиле. Строительство новой церкви не было завершено из-за начавшейся первой мировой войны и революционных событий. Возведенная конструкция стен и сводов, а также четырёх угловых куполов была демонтирована в конце 1920-х — начале 1930-х годов.
Первый, деревянный храм уцелел — в 1934 году под названием «Троицко-Лыбедская» он значится в «Списке всех закрытых церквей города Киева».
В годы фашистской оккупации Свято-Троицкую церковь открыли для богослужений. В 1942—1943 годах был начат ремонт. В 1944 году заново произведена облицовка левой стены церкви. В 1945 году восстановлен купол церкви, заменены несущие конструкции крыши. Однако площадь церковной территории была значительно уменьшена. В восточной части участка построили летний кинотеатр.
В послевоенный период церковь имела три престола. Среди особо чтимых икон — образы Богоматери «Семистрельная» и «Корсунская», иконы Преподобного Серафима Саровского и Преподобных палестинских.
В заключении о церкви уполномоченного Совета по делам православной церкви при Совете Министров УССР по Киевской области и Киеву от июля 1960 года значится: «Троицкая церковь обслуживает верующих большей частью Московского и Печерского районов. Церковная община очень многочисленная и влиятельная. По количеству церковных треб она занимает второе место после Владимирского собора».

## Уничтожение
В ходе очередной антирелигиозной компании, в 1960 году власти начали отбирать у общины Троицкой церкви здания и прилегающую землю. Мотивируя тем, что Троицкая церковь находится на одной из центральных улиц Киева, и необходимостью реконструкции улицы, издаётся решение исполкома Киевского городского совета № 1606 от 25.09.1962 г. «Об изъятии молитвенного дома Троицкой православной общины и сносе этого дома», а также прекращается договор об аренде от 28.09.1944 г.
На основании письма исполкома Киевского городского совета № 261 от 19.10.1962 г., Совет по делам Русской Православной церкви при Совете министров СССР согласился с предложением о изъятии у религиозной общины здания Троицкой церкви и разборке его «в связи с реконструкцией улицы и предоставления религиозной общине права аренды другого помещения». Однако, официально говоря о праве общины на аренду другого помещения, власть нашла «4 прихожанина», которые от имени церковной общины подписали заявление об отказе от аренды.
Согласно решению исполкома Киевского городского Совета № 1113 от 23.07.1963 г., церковь была вскоре разобрана. Это было сделано силами военных за одну ночь в 1963 году: вечером прихожане разошлись со службы по домам, а придя утром в храм, уже не обнаружили его. На месте церкви было разбито летнее кафе. В 1965—1969 годах на части бывшей церковной усадьбы был возведён первый в Киеве 16-этажный жилой дом (угловой по улице Красноармейской, 51); восточную часть усадьбы отвели под внутренний двор средней школы № 145. В 2000-х годах на этом месте было начато, но так и не закончено строительство (были возведены бетонные конструкции на высоту двух-трёх этажей).

## Воссоздание

Вид на строящийся Троицкий храм. 2020 год

В 2011 году Киевсоветом было принято решение о передаче участка площадью в 0,38 га на углу между улицами Шота Руставели и Жилянской в пользу общины Украинской православной церкви под возведение разрушенной Троицкой церкви.
25 сентября 2011 года в долгострое на месте разрушенного храма была совершена первая Божественная литургия. По благословению митрополита Киевского и всея Украины Владимира её возглавил профессор протоиерей Виталий Косовский.
13 июня 2015 года начаты строительные работы по воссозданию храма по проекту архитектора Ольги Кругляк, впоследствии скорректированному архитектором Олегом Калиновским и инженером Иваном Деченко.
25 июня 2021 года, Митрополит Киевский и всея Украины Онуфрий освятил кресты, которые после этого были установлены на главный и боковые купола храма.
На месте строительства Троицкого храма существует религиозная община. Настоятель — протоиерей Константин Курбанов. Кроме временного храма, в котором проводятся регулярные богослужения, действует воскресная школа для детей и взрослых.